# Língua gorontalo
A língua Gorontalo (também chamada Hulontalo) é uma língua falada por cerca de um milhão de pessoas na província de Gorontalo (norte das Celebes, Indonésia pelo povo Gorontaloao.

## Dialetos
Os dialetos de Gorontalo são o Oriental, o das cidade Gorontalo, Tilamuta, Limboto] e o Ocidental.

## Fonologia
|           | labial | alveolar. | alveolar. | palatal | velar | glotal. |
| --------- | ------ | --------- | --------- | ------- | ----- | ------- |
| nasal     | m      | n         |           | ɲ       | ŋ     |         |
| plosiva   | p b    | t d       | d̠         | c ɟ     | k ɡ   | ʔ       |
| implosiva | ɓ      | ɗ         |           |         |       |         |
| sonorante | w      | l r       |           | j       |       | h       |

As sequências consoantes incluem nasais plosivas homorgânicas, onde C pode ser  / b d t d̠ ɟ ɡ k /. Em outros locais,  / b d / são relativamente raroa e ocorrem apenas antes de vogais fechadas.  / d̠ /, escrita Predefinição:Colchete na literatura, é uma oclusiva coronal laminal pós-alveolar indeterminada quanto à sonoridade. O status fonêmico de  [ʔ] não é claro; se  [VʔV] é interpretado como sequências de vogais  / VV /, (V-vogal) isso contrasta com vogais longas (onde os dois V são iguais) e sequências de vogais separadas por semivogais de ligação (onde o dois V são diferentes).

### Escrita
O alfabeto latino usado pela língua não apresenta as letras F, V, X, Z. Usam-se as formas Ng e Ny